# CentOS
A CentOS egy megszűnt független Linux disztribúció, melyet Lance Davis fejlesztett. A dsiztribúció a Red Hat Enterprise Linux forráscsomagjaiból (source rpm) épült.

## Kompatibilitása Red Hattel
A CentOS 100%-os bináris kompatibilitást nyújtott a vállalati rendszerrel: nem volt szükséges megvásárolni ahhoz a Red Hat Enterprise Linuxot, hogy az arra készített szoftvereket futtassuk. Hasznos lehet, ha a vállalati Red Hat-licencünk lejárt, de a hardvereket és a rajta futó alkalmazásainkat továbbra is használni kívánjuk. A CentOS felhasználókat a Red Hat nem részesíti semmilyen támogatásban. A Red Hat saját tulajdonú nem szabad összetevőit és a "brandinget" (azaz a márkára utaló elemeket) nem tartalmazza.

## Búcsúzik a CentOS Linux
2020. december 8-án a CentOS Project bejelentette, hogy a disztribúciót 2021 végén megszüntetik, fejlesztése is leáll, a platform helyét a tavaly bejelentett, gördülő frissítésre építő CentOS Stream veszi át. Nem sokkal később Gregory Kurtzer (a CentOS egyik alapítója) bejelentette, hogy új projektet indít az eredeti CentOS fókusz folytatására, amely Rocky Linux néven vált ismertté.

## Verziótörténet
A verziók támogatása összhangban van a Red Hat Enterprise Linux támogatásával, így a CentOS újabb verziói már 10 éves támogatást élveznek.
| Verzió                | Kiadási dátum | Teljes támogatás eddig | Karbantartási frissítések megszűnése |
| --------------------- | ------------- | ---------------------- | ------------------------------------ |
| 3                     | 2004-03-19    | 2006-07-20             | 2010-10-31                           |
| 4                     | 2005-03-09    | 2009-03-31             | 2012-02-29                           |
| 5                     | 2007-04-12    | 2014. I. negyedév      | 2017-03-31                           |
| 6                     | 2011-07-10    | 2017. II. negyedév     | 2020-11-30                           |
| 7                     | 2014-07-07    | 2020. IV. negyedév     | 2024-06-30                           |
| 8                     | 2019-09-24    | 2021-12-31             | 2021-12-31                           |
| Nem támogatott kiadás |               |                        |                                      |